# Eclipsa de Soare din 26 februarie 2017
Eclipsa de Soare din 26 februarie 2017 a fost cea de-a 13-a eclipsă inelară din acest secol. A fost eclipsa cu numărul 29 din seria Saros 140 și a avut magnitudinea 0,9922.
S-a produs acum 8 ani, 27 zile.

## Eclipsă de Soare
O eclipsă de Soare are loc atunci când Luna trece între Pământ și Soare, mascându-se astfel, total sau parțial, imaginea Soarelui pentru un observator de pe Pământ. O eclipsă de Soare inelară are loc atunci când diametrul aparent al Lunii este mai mic decât cel al Soarelui, blocând majoritatea luminii Soarelui și făcând ca Soarele să arate ca un inel. O eclipsă inelară apare ca o eclipsă parțială peste o regiune a Pământului de mii de kilometri lățime. 

## Parcursul eclipsei de Soare din 26 februarie 2017
Începând în Pacificul de Sud, această eclipsă a traversat Republica Chile, Patagonia (sudul Argentinei), apoi a parcurs întregul Atlantic de Sud, pentru a atinge Africa, prin Angola, și a luat sfârșit în Republica Democrată Congo, la apusul Soarelui.

### Etape
- Începutul eclipsei parțiale: 12:10:47,9 Timp Universal Coordonat / ora 14:10:47,9 Timpul Legal Român (TLR)
- Începutul eclipsei totale:   13:15:18,3 Timp Universal Coordonat / ora 15:15:18,3TLR
- Începutul eclipsei centrale: 13:16:54,4 Timp Universal Coordonat / ora 15:16:54,4TLR
- Eclipsa maximă: 14:53:24,6 Timp Central Coordonat / ora 16:53:24,6 TLR
- Sfârșitul eclipsei centrale: 16:30:07,7 Timp Central Coordonat / ora 18:30:07,7 TLR
- Sfârșitul eclipsei totale: 16:31:37,8 Timp Central Coordonat / ora 18:31:37,8 TLR
- Sfârșitul eclipsei parțiale: 17:36:01,8 Timp Universal Coordonat / ora 19:36:01,8 TLR.

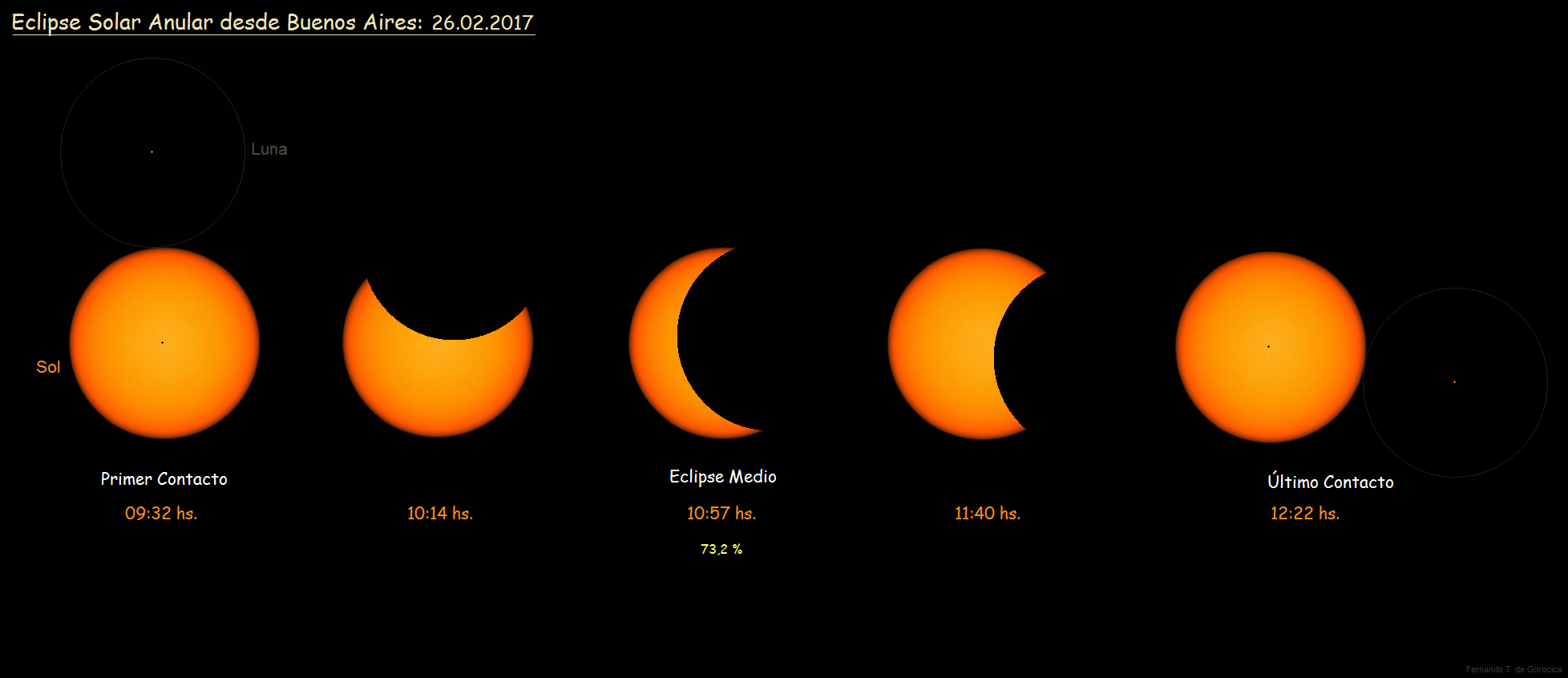
Fazele eclipsei de Soare văzute la Buenos Aires, Argentina, ca eclipsă parțială.

Animaţie a eclipsei văzute din Montevideo, Uruguay.